# Alois Schmaus

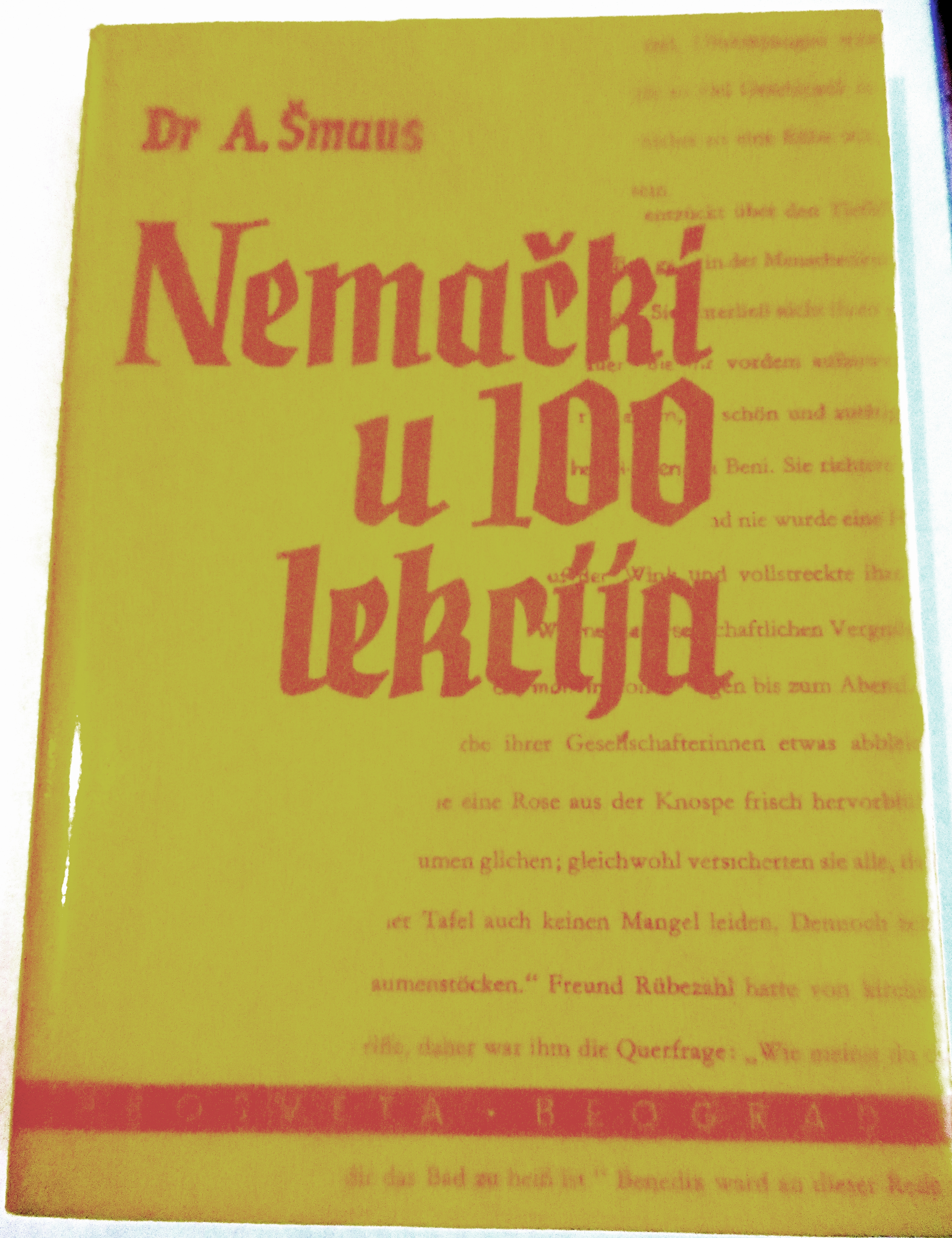
Das oft aufgelegte Deutschlehrbuch für Serben von Alois Schmaus, „Nemački u 100 lekcija“

Alois Schmaus (* 28. Oktober 1901 in Maiersreuth, Markt Neualbenreuth (Oberpfalz); † 27. Juli 1970 in München) war ein deutscher Slawist und Balkanologe.

## Leben
Alois Schmaus schloss das humanistische Gymnasium im Kloster Metten (Niederbayern) ab und studierte Allgemeine und Indogermanische Sprachwissenschaft sowie Slawische, Romanische und Englische Philologie in Prag und München. Er promovierte 1923 bei Erich Berneker in München mit einer Arbeit über „Die Entwicklung der konjunktionalen Hypotaxe im Čechischen“. Von 1923 bis 1928 studierte er in Belgrad Slawistik, Balkanologie und Orientalistik, von 1928 bis 1940 war er als Deutschlektor an der Universität Belgrad tätig. 1939 bis 1944 war er am Deutschen Kulturinstitut/Deutschen Wissenschaftlichen Institut in Belgrad tätig, zu dessen Direktor er im August 1941 nach dem deutschen Überfall auf Jugoslawien ernannt wurde. Außerdem wurde er bis zu ihrer Schließung 1944 Gastprofessor an der Universität Belgrad.
1948 habilitierte Schmaus an der Universität München und wurde dort Privatdozent, 1951 zum außerplanmäßigen Professor und 1957 zum Ordinarius für slawische Philologie und Balkanphilologie ernannt. 1963 wurde er ordentliches Mitglied der Bayerischen Akademie der Wissenschaften.
Schmaus erlangte Bekanntheit als Autor populärer Lehrbücher für Deutsch und Serbokroatisch: „Deutsch für Jugoslawen“ (Nemački u 100 lekcija, 1954, 197114) sowie „Serbokroatisch für Deutsche“ (Lehrbuch der serbischen Sprache, 1944, bzw. Lehrbuch der serbokroatischen Sprache, 1961). Neben seiner universitären Lehrtätigkeit war er Mitherausgeber der „Welt der Slaven“, der „Zeitschrift für Balkanologie“ und der „Slavistischen Beiträge“ und veröffentlichte zahlreiche Arbeiten über die Sprache, Volkskunde und Geistesgeschichte der Südslawen. Besondere Aufmerksamkeit widmete er Dositej Obradović und Petar Petrović Njegoš, dessen „Der Bergkranz“ er 1963 herausbrachte. Weitere Interessensschwerpunkte Schmaus' waren altserbisches Schrifttum, südslawische Volksepen und türkische Lehnwörter (Turzismen) im Serbokroatischen. Viele seiner Arbeiten erschienen auf Serbokroatisch. 1971/79 erschien in München die vierbändige Sammlung „Gesammelte slavistische und balkanologische Abhandlungen“.

## Schriften (Auswahl)
- Lehrbuch der serbischen Sprache (= Schriften des Deutschen Wissenschaftlichen Instituts DWI Belgrad Band 5). Südost-Verlag, Belgrad 1944